# Golofa aegeon
Golofa aegeon är en skalbaggsart som beskrevs av Dru Drury 1773. Golofa aegeon ingår i släktet Golofa och familjen Dynastidae. Inga underarter finns listade i Catalogue of Life.